# Antrodia alpina
Antrodia alpina är en svampart som först beskrevs av Viktor Litschauer, och fick sitt nu gällande namn av Gilb. & Ryvarden 1985. Antrodia alpina ingår i släktet Antrodia och familjen Fomitopsidaceae.   Inga underarter finns listade i Catalogue of Life.